# 奧薩奇鎮區 (阿肯色州卡羅爾縣)
奧薩奇鎮區（英語：Osage Township）是位於美國阿肯色州卡羅爾縣的一個行政鎮區。

## 地方資料
根據2010年美國人口普查的數據，奧薩奇鎮區的面積為117.11平方千米，當中陸地面積為117.06平方千米，而水域面積為0.05平方千米。當地共有人口418人，而人口密度為每平方千米3人。